# Angela Müller
Angela Müller (* 21. Mai 1959 in Templin) ist eine deutsche Politikerin (SPD).

## Leben
Müller studierte von 1976 bis 1979 an der Medizinischen Fachschule Prenzlau. Anschließend arbeitete sie von 1979 bis 1982 als Medizinisch-technische Laborassistentin im Kreiskrankenhaus Templin, dann von 1982 bis 1985 im Bezirkskrankenhaus Frankfurt (Oder) und von 1985 bis 1990 im Sanatorium Templin. Zwischen 1990 und 1992 war Müller arbeitslos, 1992 kam sie in eine Arbeitsbeschaffungsmaßnahme und war als Sozialarbeiterin tätig.
Von 1993 bis 1994 war sie Mitglied der Stadtverordnetenversammlung Templin. Bei der Landtagswahl in Brandenburg 1994 wurde sie als Kandidatin auf der Liste der SPD in den brandenburgischen Landtag gewählt. Sie war zunächst vom 11. Oktober 1994 bis zum 29. September 1999 Landtagsabgeordnete. Sie war Mitglied des Petitionsausschusses und im Ausschuss für Europaangelegenheiten und Entwicklungspolitik. Von 1999 bis 2003 war sie als Wahlkreismitarbeiterin tätig, bis sie am 11. August 2003 als Nachrückerin für Reinhilde Schildhauer-Gaffrey ein zweites Mal Mitglied des Potsdamer Landtags wurde, dem sie dann noch einmal bis zum 13. Oktober 2004 angehörte. In dieser Zeit war sie Mitglied im Ausschuss für Arbeit, Soziales, Gesundheit und Frauen.
Müller ist verheiratet und Mutter eines Kindes.